# Длинные некодирующие РНК
Длинные некодирующие РНК (днкРНК, lncRNAs) — некодирующие РНК, которые как правило имеют длину более 200 нуклеотидов, и расположены в ядре или в цитоплазме. С каждым годом число описанных разновидностей lncRNAs возрастает. Для генома человека, на 2016 год, описано около 15000 lncRNAs, но функциональная аннотация описана лишь для нескольких сотен lncRNAs.

## Физиологическая роль
Экспрессия лишь немногих lncRNAs является клеточно-специфической. Недавние исследования показали, что lncRNAs регулируют многие процессы, такие как транскрипция, трансляция, клеточная дифференцировка, регуляция экспрессии генов и регуляция клеточного цикла. Также IncRNAs могут функционировать как онкогены или как опухолевые супрессоры.